# جيرهارد شيك
جيرهارد شيك (بالألمانية: Gerhard Schick)‏ (و. 1972  م) هو سياسي، واقتصادي ألماني، ولد في هشينغن، هو عضوٌ تحالف '90 / الخضر، شارك في الانتخابات الرئاسية الألمانية 2012، والانتخابات الرئاسية الألمانية 2010، والانتخابات الرئاسية الألمانية 2009، والانتخابات الرئاسية الألمانية 2017.

## مناصب
تولى منصب عضو في البوندستاغ الألماني (24 أكتوبر 2017–31 ديسمبر 2018)
- عضو في البوندستاغ الألماني (18 أكتوبر 2005–27 أكتوبر 2009)[8]

.

## التعليم
تعلم في جامعة فرايبورغ
.